# Leptopelis christyi
Leptopelis christyi és una espècie de granota de la família dels hiperòlids que viu al Camerun, República Democràtica del Congo, el Gabon, Tanzània, Uganda i, possiblement també, a Burundi, República Centreafricana, República del Congo, Kenya, Ruanda i Sudan.